# 盖布维莱尔
盖布维莱尔（法語：Guebwiller，法語發音：[ɡebvilɛʁ] ⓘ），法国东北部城市，大东部大区上莱茵省的一个市镇，隶属于坦恩-盖布维莱尔区，其市镇面积为9.68平方公里，2022年1月1日时人口数量为11,090人，在法国城市中排名第912位。
盖布维莱尔位于上莱茵省西部，洛什河畔，孚日山东侧的一处峪口地带，近代因纺织业而兴盛，现代一个区域性的中心城市，1919至2015年间为一个副省会。

## 地名来源
“Guebwiller”一名的来源尚存在争议，其中“Gueb-”这一前缀可能意为“容纳”，亦可能出自日耳曼人名“Gebo”或“Gibwin”。
盖布维莱尔所处区域历史上通行阿尔萨斯语，“Guebwiller”对应的阿尔萨斯语拼写为“Gawiller”，其对应的读音为“[ɡ̊aːˈvilʁ̥]”。此外在1871至1919年间，盖布维莱尔的官方名称曾为德语“Gebweiler”。

## 历史

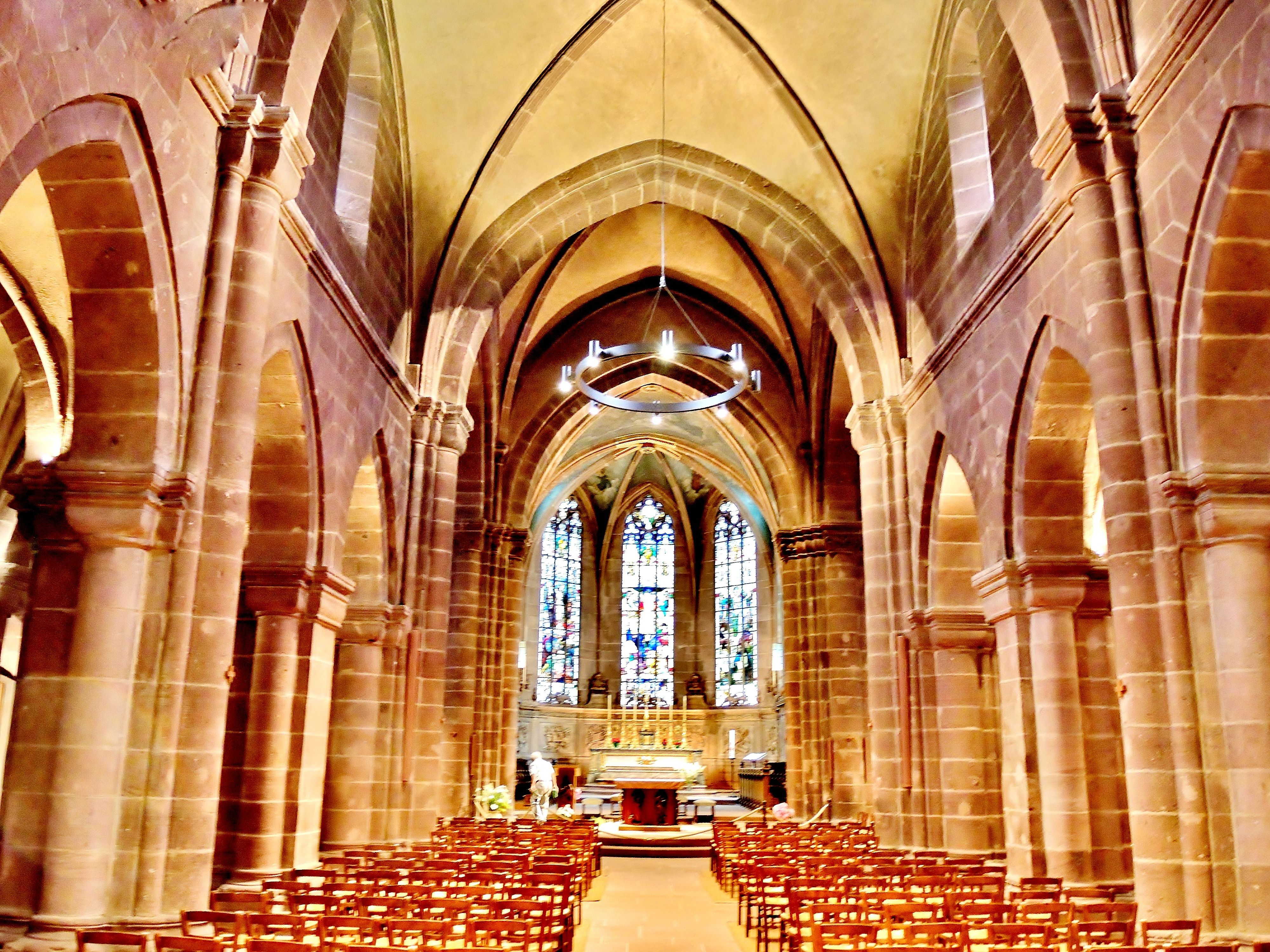
圣莱热教堂大厅

盖布维莱尔的早期历史尚不清楚，其城市建设与米尔巴克修道院密切相关。根据当地官方网站的论述，盖布维莱尔最初于公元774年在一份修道院文件中被提及。中世纪中期，盖布维莱尔是神圣罗马帝国的一部分，其境内建成圣莱热教堂，其四周逐渐形成聚落。盖布维莱尔城墙于1287年建成。自1394年起，盖布维莱尔成为米尔巴克亲王国的首府。1445年2月14日，阿马尼亚克军队入侵盖布维莱尔，他们在搭建翻越城墙的阶梯时被当地居民布丽吉特·希克（Brigitte Schick）发现，后者及时通知了盖布维莱尔领主，敌人很快被赶走，盖布维莱尔城市幸免于难，布丽吉特也因此被认作是盖布维莱尔的城市英雄。1525年，盖布维莱尔爆发农民起义，后者亦常被认作是法国宗教战争的一部分。1680年，米尔巴克亲王国被法兰西国王路易十四获得。法国大革命后，米尔巴克修道院被关闭，盖布维莱尔和米尔巴克成为两个独立的市镇。19世纪初，盖布维莱尔出现了首家纺织工厂，当地很快发展成为上莱茵省的第二大纺织基地，至19世纪末当地已有超过1.3万的常住居民。普法战争结束后，盖布维莱尔及其所处的阿尔萨斯-洛林地区被划入德意志帝国，并被设立为盖布维莱尔县。一战结束后，阿尔萨斯-洛林地区根据《凡尔赛条约》重归法国，盖布维莱尔被设立为上莱茵省的一个副省会，原县域被改制为区。1926年，出生于盖布维莱尔的施伦贝格尔兄弟在当地附近创办电力工厂，二战爆发后其厂迁至美国休斯顿，后发展成为跨国能源企业斯伦贝谢。1945年，盖布维莱尔在摩洛哥陆军第四团的帮助下得以解放。2015年，盖布维莱尔区与坦恩区合并成为坦恩-盖布维莱尔区，盖布维莱尔副省会被撤销，坦恩成为新区的首府。

## 地理

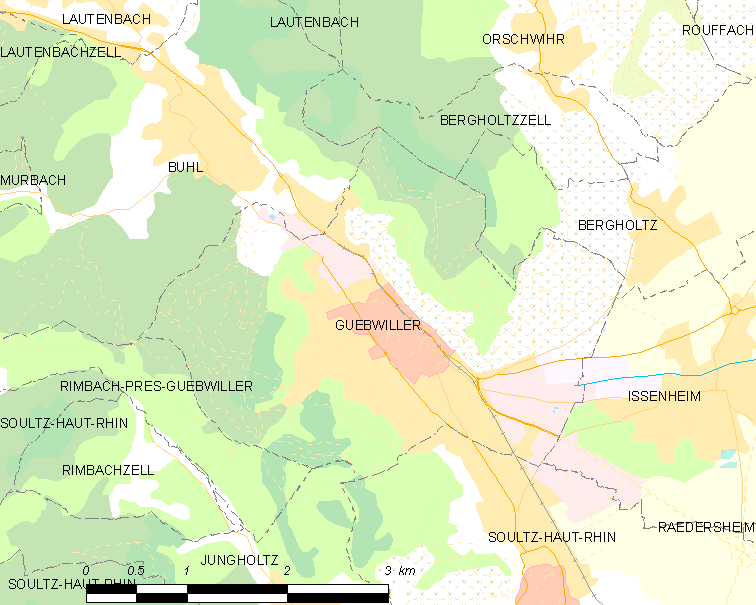
盖布维莱尔市镇范围地图

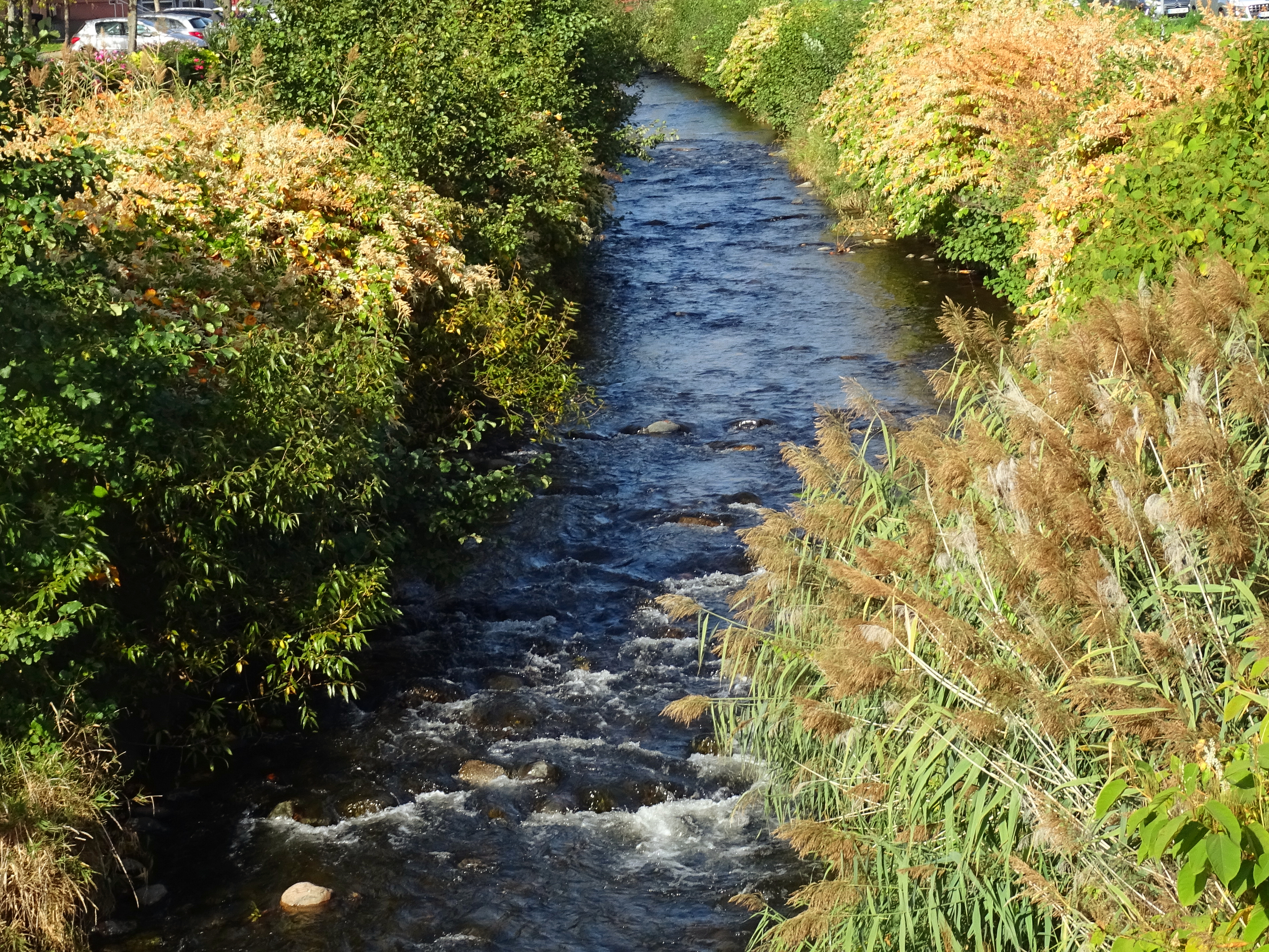
流经盖布维莱尔的洛克河

盖布维莱尔位于法国东北部，大东部大区东南部和上莱茵省中西部，距离省会科尔马大约29公里。与盖布维莱尔接壤的市镇包括：贝尔戈尔茨、比勒、盖布维莱尔附近林巴克、伊瑟奈姆、永戈尔茨和苏尔茨-上莱茵。

### 地形
盖布维莱尔位于孚日山东南侧的一处靠近峪口的河谷地带，境内以山地和浅丘为主，市镇中心位于一处地势较为平坦的河流冲积平原上，市区东北和西南两侧为山地，其中东北侧的库库岩（Roche du Coucou）被开辟为当地的一处观景台。盖布维莱尔全境海拔在254到632米之间。

### 水文
盖布维莱尔位于莱茵河流域范围内，洛什河自西北向东南流经镇中心，该河是伊尔河的左岸支流。

### 植被
盖布维莱尔属于温带阔叶混交林区，林地广泛分布于市区四周的山地地带，马赛曲公园（Parc de la Marseillaise）和诺伊恩堡公园（Parc de Neuenbourg）是当地主要的城市绿地公园。
在鲜花城市的评比中，盖布维莱尔被评为4星级（最高级）鲜花城市。

### 气候
盖布维莱尔在柯本气候分类法中属于带有大陆性特征的温带海洋性气候（Cfb）。
盖布维莱尔境内设有气象站，以下为该气象站的数据（其中日照数据取自马耶奈姆气象站）：
| 盖布维莱尔 1981年－2019年 | 盖布维莱尔 1981年－2019年 | 盖布维莱尔 1981年－2019年 | 盖布维莱尔 1981年－2019年 | 盖布维莱尔 1981年－2019年 | 盖布维莱尔 1981年－2019年 | 盖布维莱尔 1981年－2019年 | 盖布维莱尔 1981年－2019年 | 盖布维莱尔 1981年－2019年 | 盖布维莱尔 1981年－2019年 | 盖布维莱尔 1981年－2019年 | 盖布维莱尔 1981年－2019年 | 盖布维莱尔 1981年－2019年 | 盖布维莱尔 1981年－2019年 |
| 月份                      | 1月                       | 2月                       | 3月                       | 4月                       | 5月                       | 6月                       | 7月                       | 8月                       | 9月                       | 10月                      | 11月                      | 12月                      | 全年                      |
| ------------------------- | ------------------------- | ------------------------- | ------------------------- | ------------------------- | ------------------------- | ------------------------- | ------------------------- | ------------------------- | ------------------------- | ------------------------- | ------------------------- | ------------------------- | ------------------------- |
| 历史最高温 °C（°F）       | 17.9 (64.2)               | 21.2 (70.2)               | 24.1 (75.4)               | 29.2 (84.6)               | 33.2 (91.8)               | 36 (97)                   | 37 (99)                   | 39.9 (103.8)              | 33.2 (91.8)               | 28.8 (83.8)               | 23.7 (74.7)               | 17 (63)                   | 39.9 (103.8)              |
| 平均高温 °C（°F）         | 5.2 (41.4)                | 7.4 (45.3)                | 11.6 (52.9)               | 16.1 (61.0)               | 20.8 (69.4)               | 24.2 (75.6)               | 25.9 (78.6)               | 25.7 (78.3)               | 20.7 (69.3)               | 15.4 (59.7)               | 9.2 (48.6)                | 5.4 (41.7)                | 15.6 (60.1)               |
| 日均气温 °C（°F）         | 2.1 (35.8)                | 3.7 (38.7)                | 7.1 (44.8)                | 10.9 (51.6)               | 15.4 (59.7)               | 18.6 (65.5)               | 20.2 (68.4)               | 20 (68)                   | 15.6 (60.1)               | 11.3 (52.3)               | 6 (43)                    | 2.6 (36.7)                | 11.1 (52.0)               |
| 平均低温 °C（°F）         | −1 (30)                   | 0 (32)                    | 2.5 (36.5)                | 5.6 (42.1)                | 10 (50)                   | 12.9 (55.2)               | 14.6 (58.3)               | 14.3 (57.7)               | 10.5 (50.9)               | 7.1 (44.8)                | 2.7 (36.9)                | −0.2 (31.6)               | 6.6 (43.9)                |
| 历史最低温 °C（°F）       | −13.5 (7.7)               | −14.6 (5.7)               | −12.3 (9.9)               | −3.1 (26.4)               | 1.5 (34.7)                | 4.1 (39.4)                | 7 (45)                    | 5.3 (41.5)                | 2 (36)                    | −4.2 (24.4)               | −9.9 (14.2)               | −16.3 (2.7)               | −16.3 (2.7)               |
| 平均降水量 mm（）         | 89.7 (3.53)               | 77 (3.0)                  | 77.9 (3.07)               | 59.7 (2.35)               | 83.5 (3.29)               | 69.7 (2.74)               | 68 (2.7)                  | 78.3 (3.08)               | 64.9 (2.56)               | 87.9 (3.46)               | 74.7 (2.94)               | 110.4 (4.35)              | 941.7 (37.07)             |
| 月均日照時數              | 71.8                      | 97                        | 144.7                     | 180.2                     | 201.5                     | 225.5                     | 239.2                     | 223.6                     | 170.7                     | 116.9                     | 70.5                      | 57.5                      | 1,799.1                   |
| 来源：infoclimat.fr       |                           |                           |                           |                           |                           |                           |                           |                           |                           |                           |                           |                           |                           |

## 行政区划
盖布维莱尔的市镇编号为68112，邮政编号为68500。
在行政管理方面，盖布维莱尔隶属于法国大东部大区上莱茵省坦恩-盖布维莱尔区；在地方选举方面，盖布维莱尔是盖布维莱尔县的中央投票站所在地，其市镇范围全境被划入上莱茵省第二选区；在社会管理方面，盖布维莱尔是盖布维莱尔地区市镇公共社区的办公驻地。
截至2023年7月，盖布维莱尔市镇范围内暂无任何城市敏感街区及城市政策优先街区。
法国国家统计与经济研究所（简称）在进行数据统计时，将盖布维莱尔及相邻的另外7个市镇设为盖布维莱尔城市核心区，并将包括核心区在内的周边共12个市镇划为盖布维莱尔城市区。自2020年起，盖布维莱尔城市区被撤销，盖布维莱尔被划入包含132个市镇的米卢斯城市辐射区代替。此外，还将盖布维莱尔市镇分为了五个“块区”（IRIS），以便于统计人口分布情况。

## 交通

### 公路
上莱茵省省道D5线、D38线、D430线在盖布维莱尔境内交汇。大东部大区下属的城际客运提供巴士线路，可前往科尔马、鲁法克、米卢斯、博尔维莱尔等地。
| 18 | 20 |

| 科尔马 | 29 |

| 米卢斯 | 23 |

| 鲁法克 | 13 |

2019年，73.3%的盖布维莱尔家庭拥有至少一辆私人汽车。2021年，盖布维莱尔境内共发生各类交通事故4起，造成1人遇难，6人受伤。

### 铁路

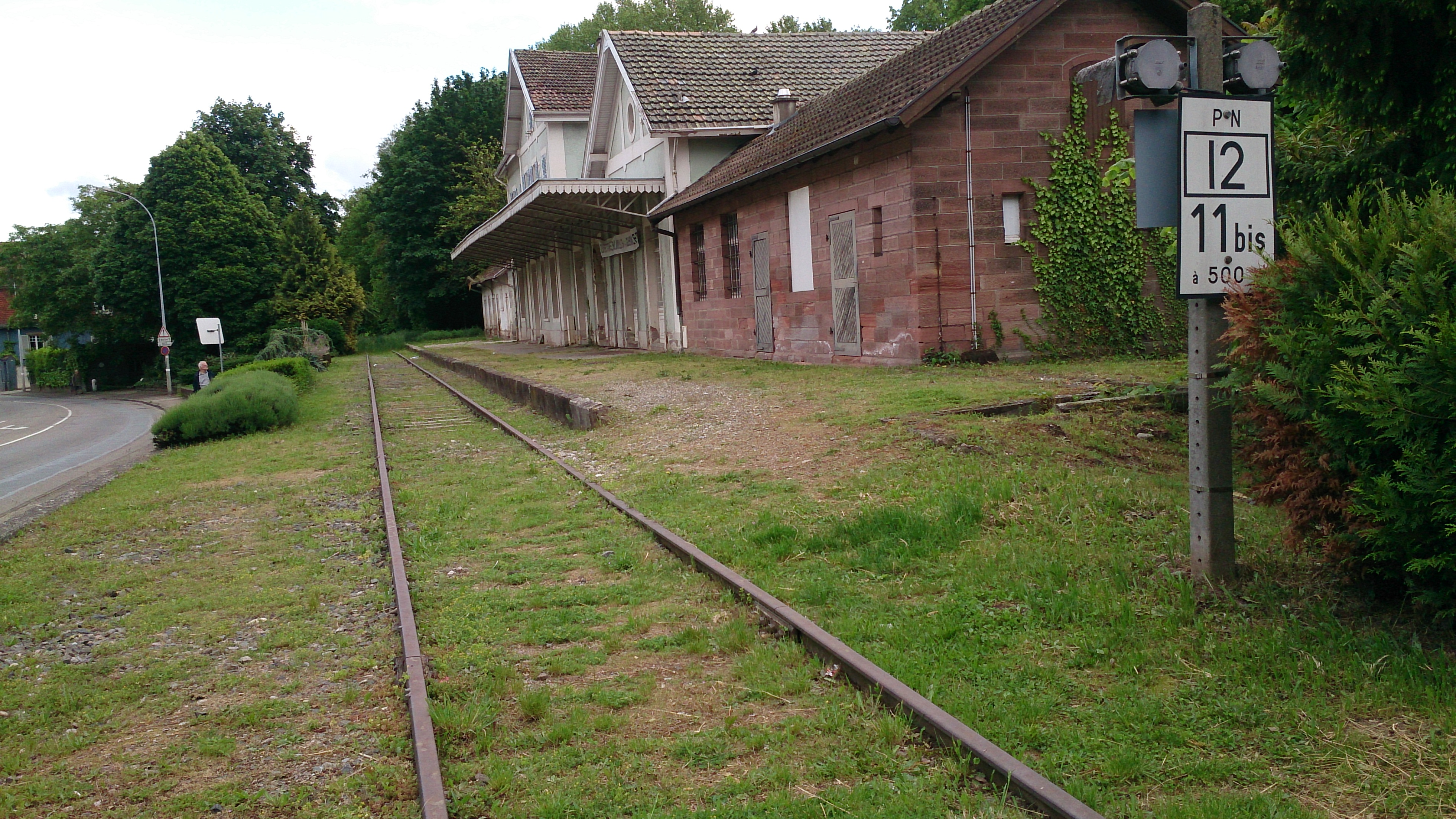
盖布维莱尔火车站旧址

盖布维莱尔位于博尔维莱尔－劳滕巴克铁路上，该铁路已于1992年废弃。
距离盖布维莱尔最近的运营中的客运铁路车站为8公里外的梅尔克赛姆站，该站停靠往返于科尔马和米卢斯一线的区域列车。

### 航空
距离盖布维莱尔最近的民用航空站为49公里外的巴塞尔-米卢斯-弗赖堡欧洲机场。

### 城市公共交通
截至2023年7月，盖布维莱尔暂无城市公共交通系统。

## 政治

### 市政内阁

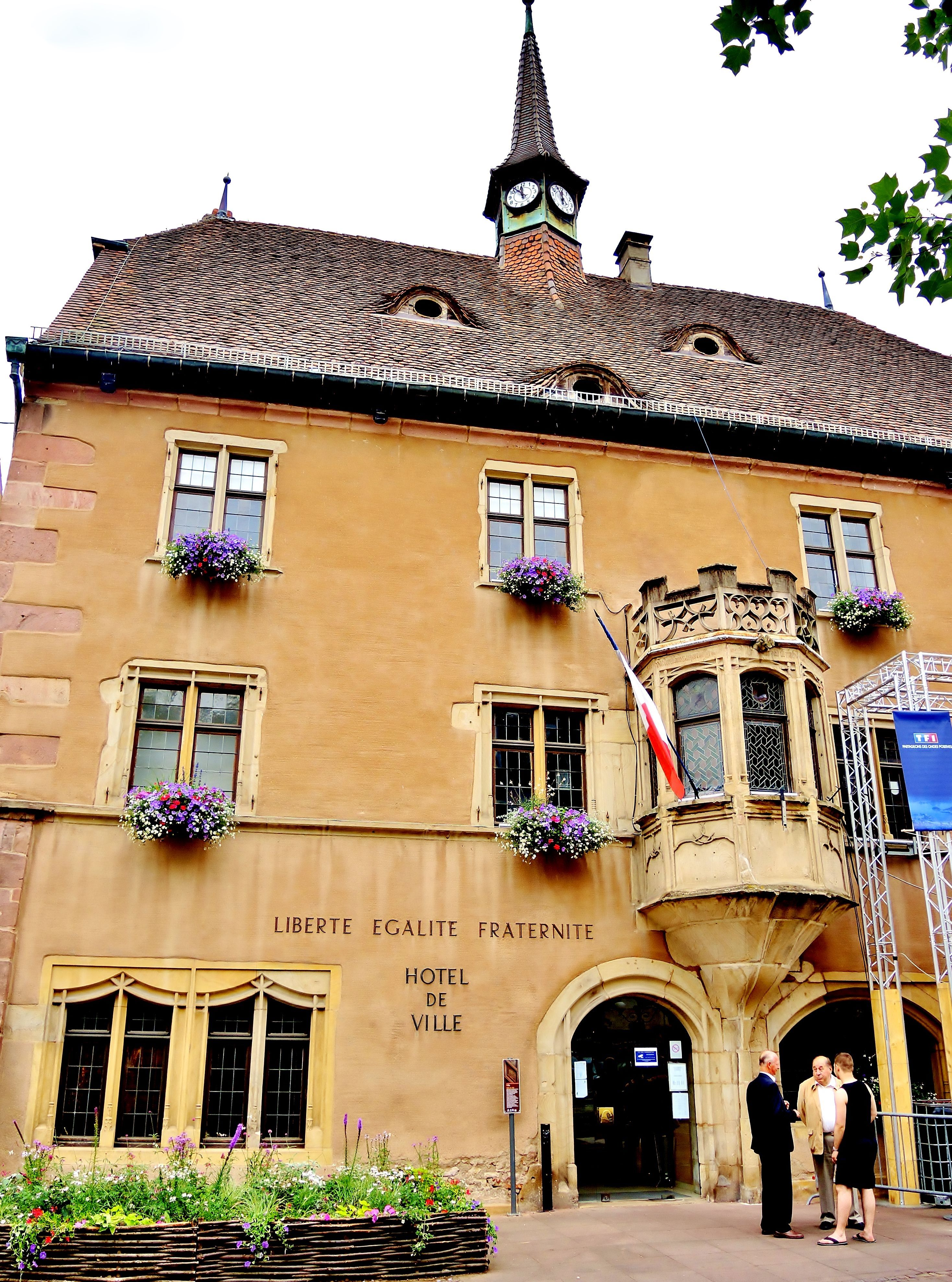
盖布维莱尔市政厅

盖布维莱尔的现任市长为弗朗西斯·克莱茨先生（Francis KLEITZ），他是一名中间派，在2020年的市政选举中获得了48.37%的支持率。
| 盖布维莱尔历届市长 | 盖布维莱尔历届市长             | 盖布维莱尔历届市长                       |
| 任期               | 市长                           | 党派                                     |
| ------------------ | ------------------------------ | ---------------------------------------- |
| 1945年－1971年     | François THROO 弗朗索瓦·特罗   | MRP人民共和运动 →CD法国民主中心          |
| 1971年－1973年     | Joseph STORCK 约瑟夫·斯托克    | 無黨籍                                   |
| 1973年－1977年     | André BINGERT 安德烈·宾格特    | CDS社会民主中心                          |
| 1977年－2001年     | Charles HABY 夏尔·哈比         | RPR保衛共和聯盟                          |
| 2001年－2008年     | Daniel WEBER 达尼埃尔·韦伯     | PS社会党                                 |
| 2008年－2014年     | Denis REBMANN 德尼·雷布曼      | PS社会党                                 |
| 2014年－           | Francis KLEITZ 弗朗西斯·克莱茨 | UDI民主人士和独立人士联盟 →DVC混杂中间派 |

### 各级选举
| 盖布维莱尔历届投票选举结果 | 盖布维莱尔历届投票选举结果 | 盖布维莱尔历届投票选举结果 | 盖布维莱尔历届投票选举结果 | 盖布维莱尔历届投票选举结果        | 盖布维莱尔历届投票选举结果 | 盖布维莱尔历届投票选举结果 | 盖布维莱尔历届投票选举结果        | 盖布维莱尔历届投票选举结果 | 盖布维莱尔历届投票选举结果 |
| 选举项目                   | 选举范围                   | 选区单位                   | 选区单位内的选举结果       | 选区单位内的选举结果              | 选区单位内的选举结果       | 选区单位内的选举结果       | 选区单位内的选举结果              | 选区单位内的选举结果       | 参考资料                   |
| 选举项目                   | 选举范围                   | 选区单位                   | 第一轮胜出者               | 第一轮胜出者                      | 支持率                     | 第二轮胜出者               | 第二轮胜出者                      | 支持率                     | 参考资料                   |
| -------------------------- | -------------------------- | -------------------------- | -------------------------- | --------------------------------- | -------------------------- | -------------------------- | --------------------------------- | -------------------------- | -------------------------- |
| 2017年法國總統選舉         | 法國                       | 市镇                       |                            | 玛丽娜·勒庞                       | 28.16%                     |                            | 埃马纽埃尔·马克龙                 | 57.55%                     | [ 27 ]                     |
| 2017年法国立法选举         | 上莱茵省第二选区           | 市镇                       |                            | 于贝尔·奥特                       | 34.21%                     |                            | 于贝尔·奥特                       | 53.36%                     | [ 27 ]                     |
| 2019年欧洲议会选举         | 法國                       | 市镇                       |                            | 若尔当·巴尔代拉                   | 27.98%                     | （不适用）                 | （不适用）                        | （不适用）                 | [ 29 ]                     |
| 2021年法国省级选举         | 上莱茵省                   | 县                         |                            | 弗朗西斯·克莱茨 卡里娜·帕利亚鲁洛 | 40.1%                      |                            | 弗朗西斯·克莱茨 卡里娜·帕利亚鲁洛 | 62.51%                     | [ 30 ]                     |
| 2021年法国省级选举         | 上莱茵省                   | 市镇                       |                            | 弗朗西斯·克莱茨 卡里娜·帕利亚鲁洛 | 46.16%                     |                            | 弗朗西斯·克莱茨 卡里娜·帕利亚鲁洛 | 64.13%                     | [ 30 ]                     |
| 2021年法国大区选举         | 大東部大區                 | 市镇                       |                            | 让·罗特纳                         | 24.63%                     |                            | 让·罗特纳                         | 33.99%                     | [ 31 ]                     |
| 2022年法国总统选举         | 法國                       | 市镇                       |                            | 玛丽娜·勒庞                       | 28.9%                      |                            | 埃马纽埃尔·马克龙                 | 51.09%                     | [ 27 ]                     |
| 2022年法国立法选举         | 上莱茵省第二选区           | 市镇                       |                            | 于贝尔·奥特                       | 28.67%                     |                            | 于贝尔·奥特                       | 55.54%                     | [ 27 ]                     |

## 人口
2020年，盖布维莱尔市镇人口数量为10,988，在法国排名第912位。其中男性5,269人，女性5,751人，75岁及以上人口占10.2%，单身人口数量为2,697人，人口密度为1,135人/平方公里，当地居民被称为（男性）或（女性）。2020年，盖布维莱尔境内出生103人，死亡人口132人。
| 盖布维莱尔1900年－2020年人口变化情况 |
|                                      |
| 数据来源：Cassini、INSEE             |

## 经济

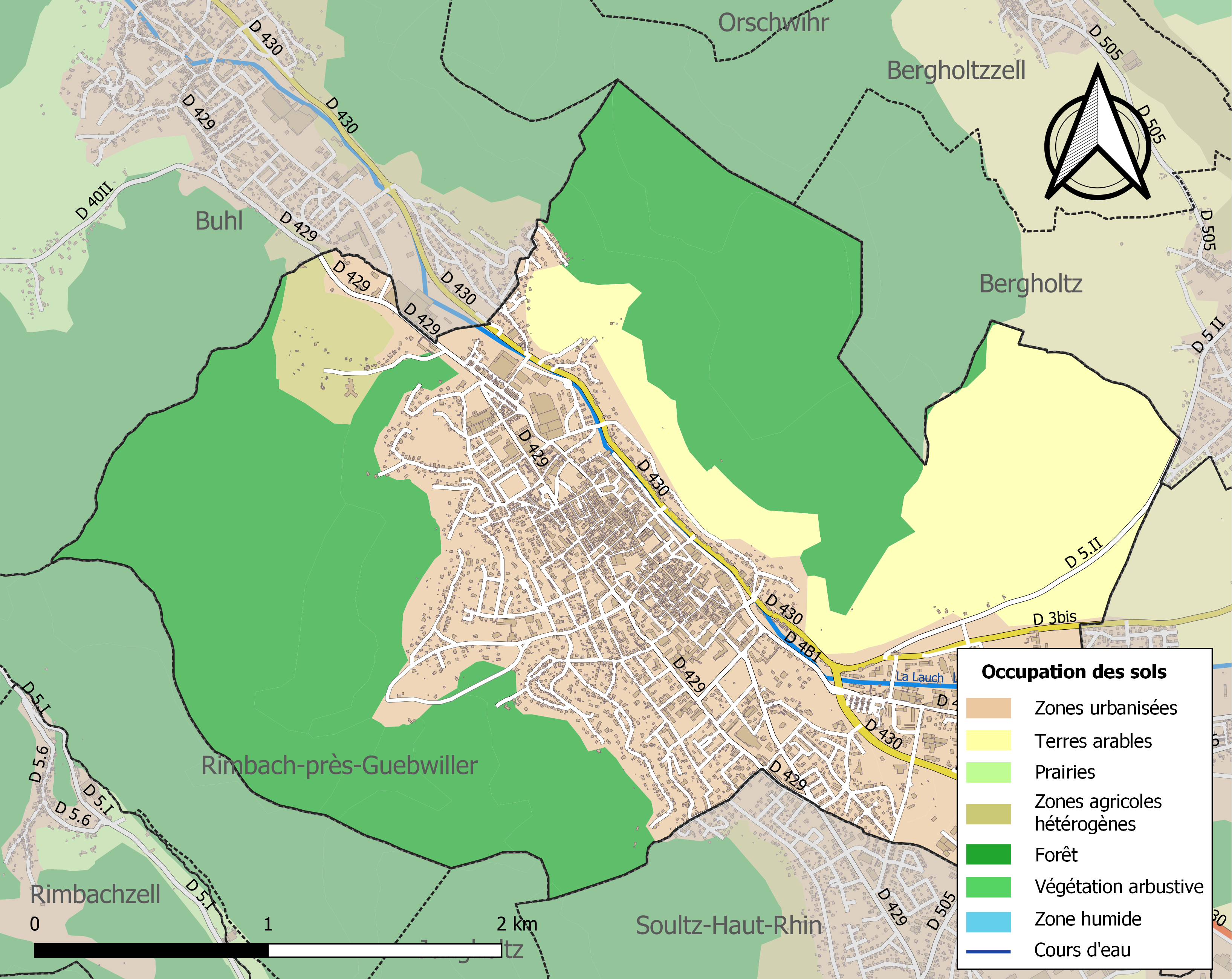
盖布维莱尔土地利用情况地图

盖布维莱尔是一个区域性的中心城市。截至2023年7月，盖布维莱尔市镇范围内共有各类用人单位（包含自雇）1,616家，平均历史为16年，其中98.64%为中小型企业（PME），2023年5月至7月间，当地的经济活力指数为-0.12%。（工程设计）、（零售）及（易燃气体运输）是当地2021年营业额最高的三个企业，分别为21,831,672欧元、20,146,163欧元和18,737,091欧元。

## 财政与居民收入
2021年，盖布维莱尔的财政收入总额为11,507,900欧元，财政支出总额为10,606,800欧元，当年的债务总额为9,349,210欧元。2021年，盖布维莱尔市镇通过增值税获得622,350欧元的收入，此外当地还共获得了926,960欧元的国家直接财政补助。
2019年，盖布维莱尔的人均月收入总额为2,046欧元，其中高级职员为3,763欧元，低于法国平均水平（4,230欧元）；中级职员为2,250欧元，低于法国平均水平（2,411欧元）；普通职员为1,622欧元，亦低于法国平均水平（1,740欧元）。
2019年，盖布维莱尔境内的贫困率为16%，青壮年（15至64岁）失业率为17.2%；当地41.9%的家庭拥有纳税资格，平均纳税3,086欧元，低于法国平均水平（4,393欧元）。

## 社会事务

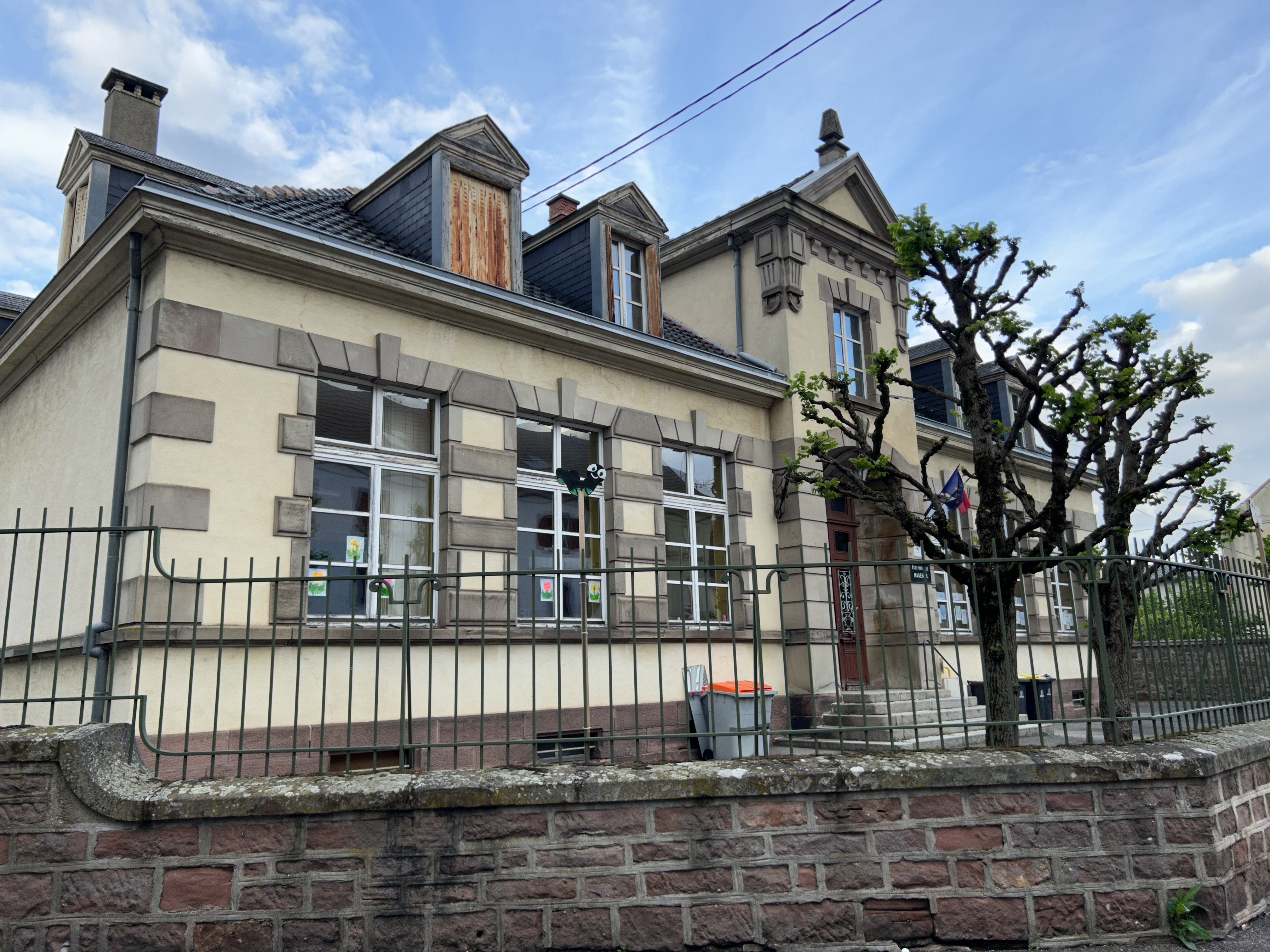
盖布维莱尔的一所学校

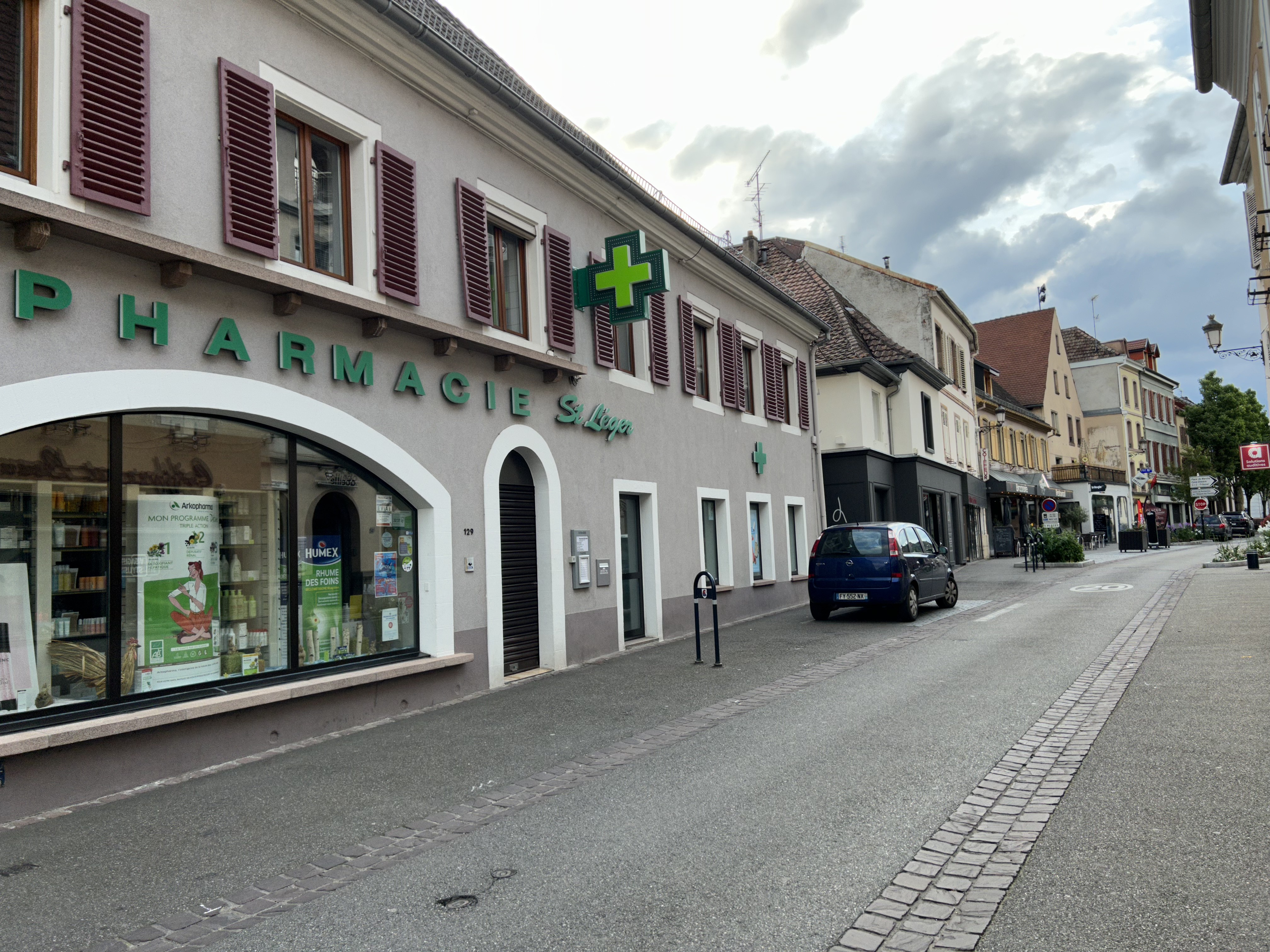
镇中心的药房

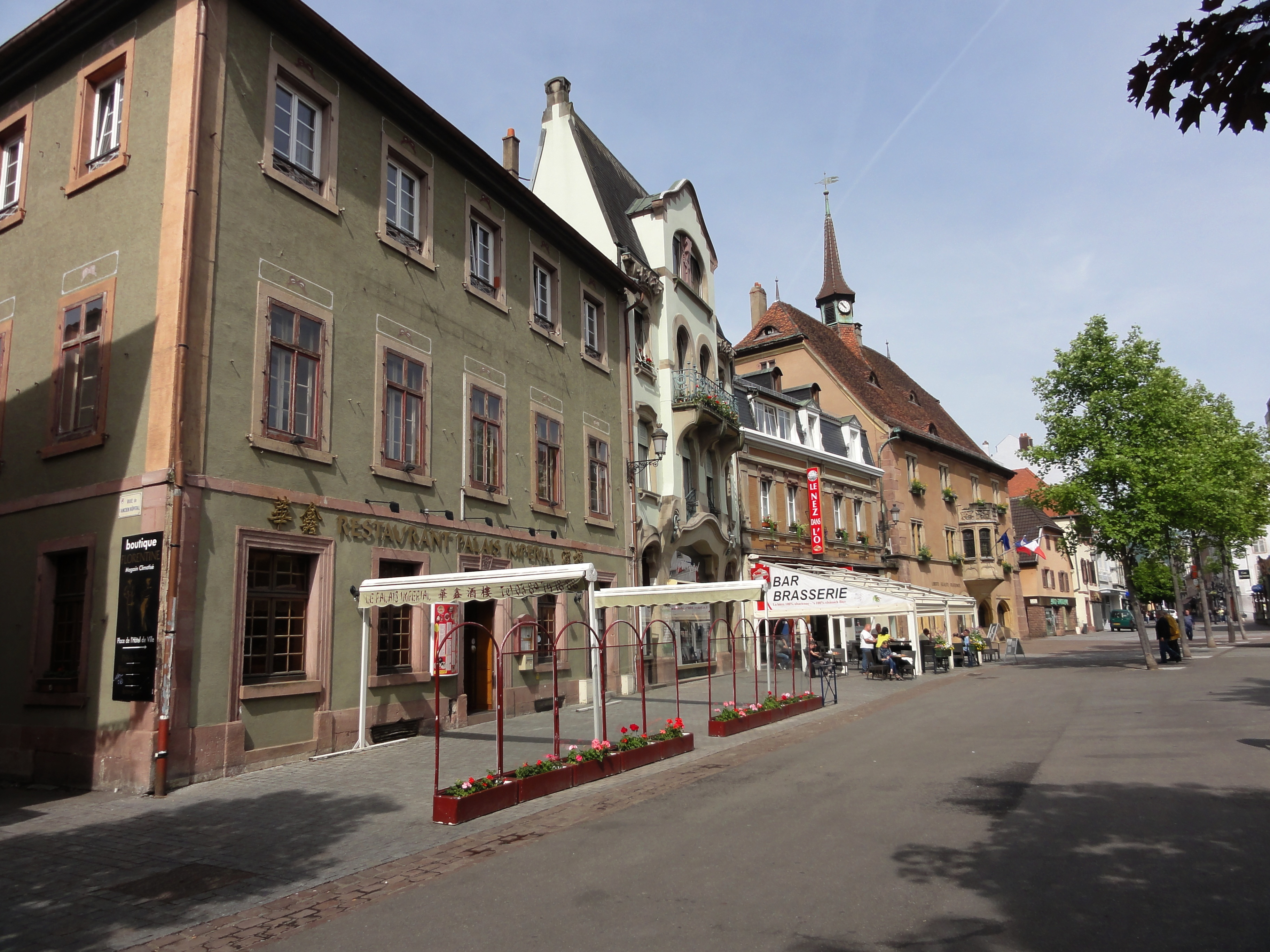
共和国街

### 教育
盖布维莱尔属于斯特拉斯堡学区。截至2021年1月1日，盖布维莱尔境内共有2所幼儿园、4所小学、2所初级中学和4所普通高中。2021至2022学年度，盖布维莱尔境内共有在校中等教育阶段学生2,939名。

### 医疗
截至2021年1月1日，盖布维莱尔境内共有全科医生7名、保健师12名、牙医9名、护士23名、耳科医生2名、眼科医生1名、皮肤科医生1名、助产士5名和儿科医生1名。境内共有药房3家、养老院1家、残疾人帮扶中心2家。
盖布维莱尔中心医院（Centre Hospitalier de Guebwiller）是法国的一个区域性医疗机构，其主病区夏尔·哈比医院（Hôpital Charles Haby）位于盖布维莱尔市区，设有床位67个，是当地规模最大的公立综合性医院。

### 住房
2019年，盖布维莱尔境内共有各类住房5,996套，其中27.7%为独立式居民区，71.9%为集中式居民区。常住房屋占盖布维莱尔市镇范围内居民建筑总量的88.5%。
在住房保障政策方面，2021年，盖布维莱尔境内共有1,363户家庭获得了住房经济补助，受益人数占总人口数量的12.4%，其中1,333份为房租补助。

### 商业
2021年，盖布维莱尔境内共有各类实体商铺239家，其中餐厅38家、大型超市5家、杂货店3家、面包房6家、肉铺2家、书店1家、装饰品店2家、银行门店7家、美容美发店21家、汽车维修店13家。市区内建有E.Leclerc、Super U、Lidl等大型购物商场以及家乐福Market、U Express等便民超市。

### 体育
2021年，盖布维莱尔境内共有1家游泳池、4间体育馆、1座综合体育场、8处网球场、1处足球或橄榄球场以及3处篮球或排球场。
截至2023年7月，盖布维莱尔境内暂无任何注册足球俱乐部。当地建有盖布维莱尔校园体育团（Section Sportive Scolaire Football de Guebwiller），后者不定期组织开展当地在校中小学生间的足球比赛。

### 环境
盖布维莱尔的环境事务由其所属的盖布维莱尔地区市镇公共社区联合各级政府协调负责。2021年，盖布维莱尔境内暂无污染企业。

### 治安
2021年，盖布维莱尔市镇范围内共有1处派出所和1处宪兵队。
盖布维莱尔及其附近的共75个市镇是苏尔茨-盖布维莱尔国家宪兵队（zone gendarmerie de Soultz-Guebwiller）的管辖范围。2020年，该宪兵队累计记录各类案件3,433起，其中盗窃类案件1,330起，经济类案件572起，毒品交易类案件149起。

## 文化

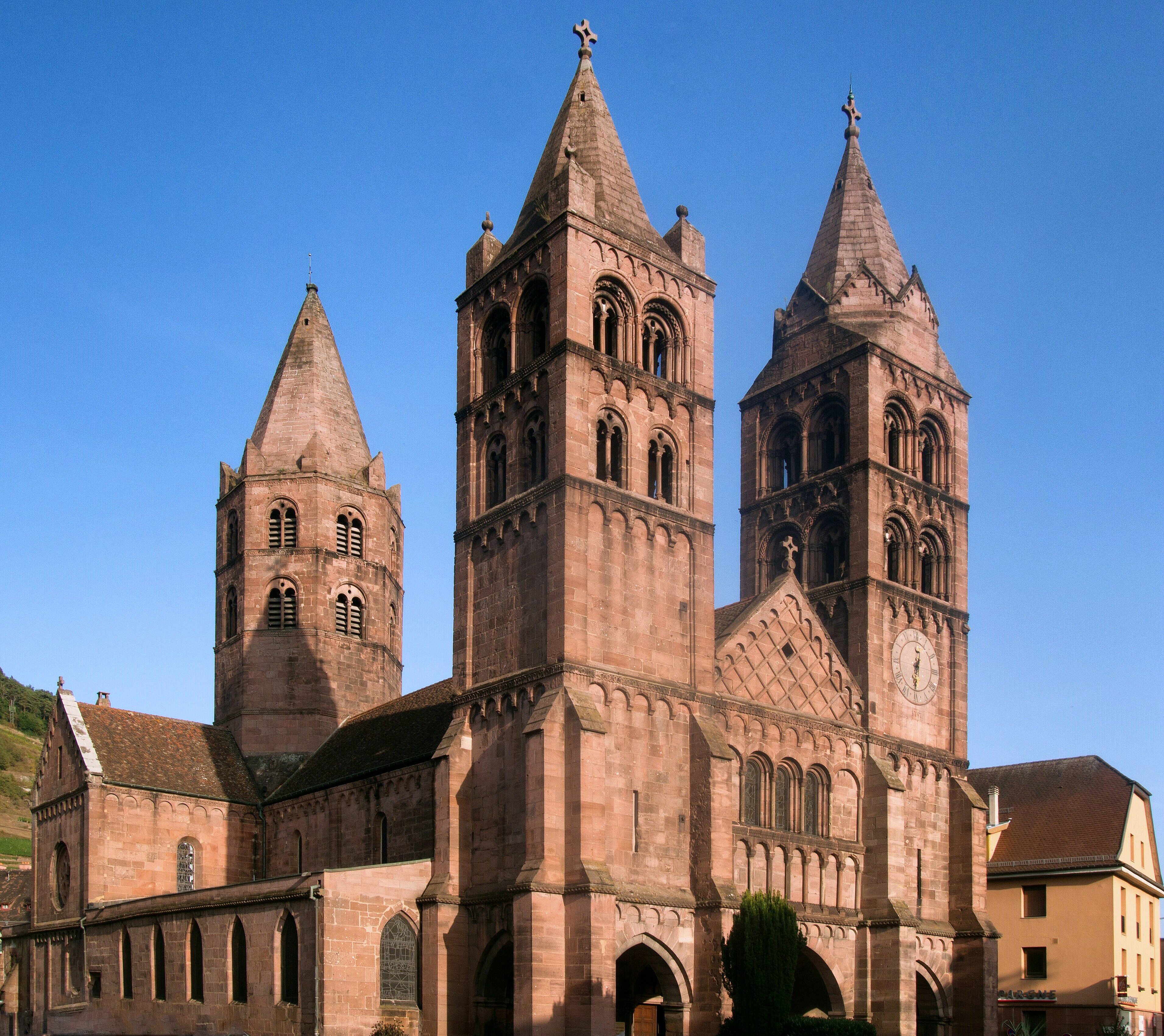
圣莱热教堂

2021年，盖布维莱尔境内共有1家电影院和2家博物馆。盖布维莱尔境内建有市政多媒体中心（médiathèque municipale de Guebwiller），每周二、三、五、六向公众开放。

### 建筑
盖布维莱尔境内有多处历史建筑，其中圣母教堂、圣莱热教堂、诺伊恩堡城堡等为法国国家文物保护单位。

### 旅游
盖布维莱尔的旅游事务由其所属的盖布维莱尔地区市镇公共社区负责。2022年，盖布维莱尔境内共有3家酒店共计117间房间。

### 媒体
法国主要的媒体均可在盖布维莱尔接收，法国电视三台下属的大东部大区频道在部分时段播出盖布维莱尔所在上莱茵省的地方新闻。《阿尔萨斯报》、《阿尔萨斯最新消息》、阿尔萨斯电视台、蓝色法兰西阿尔萨斯广播等是当地主要的地方性媒体。

## 相关人物
瑞士铁路工程师尼克劳斯·里根巴赫和法国物理学家阿尔弗雷德·卡斯特勒出生于盖布维莱尔。

## 友好城市
截至2023年7月，盖布维莱尔共与两座城市建立了友好城市关系：
- 瑞士 卢塞恩
- 義大利 卡斯特尔菲奥伦蒂诺